# Vestborgen
Vestborgen eller Kalundborgs Vestborg var en borg, der blev opført omkring år 1167 af Esbern Snare i Kalundborg på Vestsjælland.
Vestborgen blev grundlaget for byen Kalundborg, som opstod omkring den. Den ældste bydel, kaldet Højbyen, ligger umiddelbart øst for Vestborgen. Kalundborg blev befæstet i flere faser i 1200- og 1300-tallet med flere fæstningsmure. I den forbindelse blev også Kalundborg Slot, der ligger øst for Højbyen, opført. Dette skete i 1300-tallet, og sandsynligvis med Valdemar Atterdag som bygherre. Ny forskning og arkæologiske fund har dog fået Kalundborg Museum til at komme med en teori om, at Kalundborg Slot allerede blev opført i sidste halvdel af 1100-tallet, hvilket vil have betydet, at de to borge har eksisteret samtidig allerede fra byens tidlige historie.  Det nyere Kalundborg Slot har dog haft størst betydning og allerede omkring år 1600 var Vestborgen forsvundet.
I dag er kun ruinerne fra borgen bevaret, og disse består af borgbanken samt fundamentet fra flere bygninger. Området kaldes Ruinparken. Ruinerne er blevet udgravet fra 1907-1953, hvor man har fundet spor af flere bygninger, tårne, en stald og to porte.

## Arkæologiske undersøgelser
I april 1907 stødte man i forbindelse med udstykningen af Lindevænget på de første ruinrester af Kalundborgs Vestborg. Nationalmuseet blev tilkaldt, og under ledelse af arkitekt C.M. Smidt blev der foretaget udgravninger, som hurtigt viste, at murværket var middelalderligt. 
I perioden 1907-1935 foretog Nationalmuseet med jævne mellemrum arkæologiske undersøgelser på Kalundborgs Vestborg, som afdækkede borgens grundplan, og der foregik restaureringer og supplerende undersøgelser helt frem til 1935. Undersøgelser i 1980'erne gav indblik i borgbankens tilblivelse, oprindelige udseende og udvikling.